# حزقيال مانويل كوريا
حزقيال مانويل كوريا (بالإنجليزية: Juan Manuel Correa)‏ هو سائق سباق أمريكي، ولد في 9 أغسطس 1999 في كيتو في الإكوادور.

## وصلات خارجية
- حزقيال مانويل كوريا على موقع DriverDB.com (الإنجليزية)